# 托马斯·马萨里克

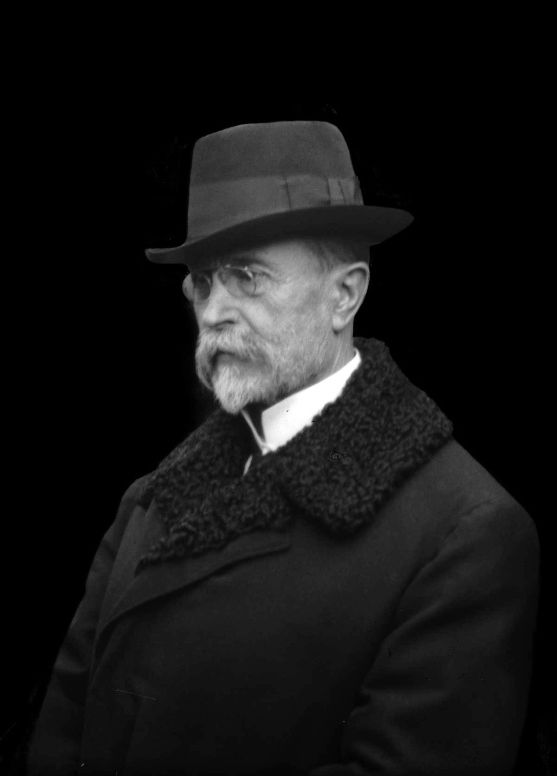
托马斯·马萨里克，摄于1918年

托马斯·加里格·马萨里克（捷克語：Tomáš Garrigue Masaryk，[ˈtomaːʃ ˈɡarɪk ˈmasarɪk]，1850年3月7日—1937年9月14日），是捷克斯洛伐克首任总统（1918年－1935年）。因他在争取独立中所起的作用，同爱德华·贝奈斯和米兰·拉斯蒂斯拉夫·什特凡尼克一起，被称作捷克斯洛伐克开国三元勋，但只有他被稱為「祖國之父」。
马萨里克生于摩拉维亚的霍多宁，毕业于维也纳大学，获博士学位。1882年任查理大学哲学教授，创办《雅典文艺》、《时代》等刊物，抨击奥匈帝国的专制和民族压迫。多次被选为奥地利帝国议会议员。

## 經歷

### 早年生活及教育
馬薩里克生於南摩拉維亞霍多宁，在捷伊科维采鎮长大，之後搬到布爾諾求學。馬薩里克生於一個斯洛伐克的貧戶，父親為貴族家中的車伕，母親為受過德國教育的斯洛伐克人。1900年创建捷克人民党 (1905年改名捷克进步党)。早年定居在布拉格且出任奧地利與波希米亞議員，在國回時也肩負新聞記者的工作，同時遊歷過德國、美國、美國、俄國、義大利與巴爾幹半島等地，如1902年他曾到芝加哥大學演講過。

### 第一次世界大戰期間
1914年12月第一次世界大戰爆發，與女兒奧爾加(Olga)流亡国外，途經義大利羅馬(1914年12月~1915年1月)、瑞士日內瓦(1915年1月~9月)、法國巴黎與英國倫敦(1915年1月~1917年4月)等地組織反奧活動。在日內瓦，因為情報傳遞問題，女兒愛麗絲(Alice)被捕。1915年4月半前，馬薩里克曾到巴黎與倫敦調解捷克僑界的紛爭，並在倫敦搜集德國的情報且和俄羅斯帝國公使亚历山大·康斯坦丁诺维奇·本肯多夫伯爵會面。在英國時，馬薩里克在國王學院擔任斯拉夫學教授，並組織捷克僑民的反奧運動。在法國時，馬薩里克則在1916年2月8日會見了法國總理阿里斯蒂德·白里安，在巴黎也會面其他政要。1916年在巴黎建立捷克斯洛伐克國民會議，任主席。
俄國二月革命後，馬薩里克為了捷克復國運動在1917年5月5日啟程途經挪威卑爾根、瑞典斯德哥爾摩最終進入俄羅斯彼得格勒、莫斯科、基輔公開演講、召集各界人士開會與發表論文。另外，他主張建立一支捷克人的軍隊，故他主張從俄國的戰俘中組織一個捷克師團，馬薩里克並不在意指揮者出身何族；再者，他主張這支軍隊應該調去法國，儘管該主張遭受反對，但在俄國革命後得到首肯，連同南斯拉夫人在內遣往法國需在三萬人左右，這有一部分人將在法國工廠工作。俄國十月革命後，馬薩里克先到莫斯科再轉往基輔召開國民會議的分會，不過由於新的共產政權與同盟國簽訂《布列斯特-立陶夫斯克條約》媾和，馬薩里克知曉在俄國已無所事，時值烏克蘭宣布成為完全獨立國家並取消與國民議會所訂之條約，令其及早離開該國，故馬薩里克設法取道羅馬尼亞、西伯利亞與海參威赴法國；在羅馬尼亞的雅西，他會見該國的政治家、軍事領袖、法軍宣傳首腦與俄軍司令；隨後，因局勢關係馬薩里克決定加速返法，他返回莫斯科與共產政權交涉武裝中立一事，被要求交出一部分軍器即可通行西伯利亞鐵路。
1918年馬薩里克離開俄國，原欲直赴美國卻被迫改道滿洲鐵路，穿過韓半島到釜山在該年4月1日抵達日本，該月8日會見美國大使莫理斯，他要求馬薩里克提交備忘錄討論俄國與共產主義之狀況以呈伍德羅·威爾遜，並建議協約國應該對共產政權有所作為；19日，馬薩里克到橫濱正巧有航班到加拿大，並在29日抵達維多利亞與溫哥華後；隔日他便轉往芝加哥，該地是除了布拉格外最大的捷克僑胞集居地、捷克的金融中心，接著他陸續到紐約、波士頓、巴爾的摩、克利夫蘭、匹茨堡與華府等地；在匹茨堡時，他簽訂旅美捷克人和斯洛伐克間的協定，緩和後者對獨立的主張並應許其享行政自治並自有議會與法庭；在華府時，馬薩克里接近各黨的議員，如：時任外交委員會主席的基尔伯特·希区柯克、參議員洛治和罗脱等，也拜訪美國各界學者如：哈佛大學與哥倫比亞大學校長等；在6月19日更與伍德羅·威爾遜總統會面，兩人商討哈布斯堡、但澤戰後處理等問題；另外，他會見波蘭、南斯拉夫與羅馬尼亞等地的流亡人士，並與之在9月15日召開被奧匈帝國所壓迫的民族大會。10月14日國民會議改組為臨時政府，並暫時以巴黎為行政地點，馬薩里克出任總統、國務總理與財政部長；次日，便獲得法國的承認，11月13日得到希臘、28日得到比利時兩國承認，11月14日布拉格當地宣布共和並推舉馬薩里克為總統。

### 建國後
1918年12和1919年初，馬薩里克動用軍隊鎮壓企圖在斯洛伐克建立獨立共和國之行動；1919年5、6月，來自匈牙利的親共產主義勢力侵占斯洛伐克，他向協約國求援並宣布進入緊急狀態，派遣由法國軍官指揮的部隊擊退入侵者而收復失土，他任命由獨立於各個政黨的官員組成的內閣，以便處理該年夏天所發生的一系列騷亂。之後，他接連在1920、1927、1934年3度连任总统，1935年12月因病重辞去总统职务，最後於1937年9月14日在拉尼逝世，安葬於拉尼市立公墓。

## 私生活與哲學
馬薩里克的座右銘為"Do not fear and do not steal"，他是一個哲學家、理性主義者以及人道主義者。他在自傳中表示無法苟同托爾斯泰的「無抵抗學說」，馬薩里克認為：對於任何時、任何事的惡都應抵抗；之所以反對托爾斯泰的理由是：真正人道是應時時預備超越為名殉身的舊思想，以仁愛的精神去做工作，雖小事也盡力去做，強權與武力必須以刀劍向之反攻，以保護弱者而反對強權。對於共產主義，馬薩里克認為個人若缺乏自由的創造力，社會便不能得到政治與社會的常態；實際上，此等制度表現許多體格與智力天賦不平等，社會上也不可能有兩個人有平等地位或同樣環境，政治上共產主義的中央集權特別嚴峻，但科學及其哲學相同，若無自由存在則科學和民主一樣是不可能的。故他認為民主政體是美滿的社會制度，資本主義只是片面無法成為一套完備的制度，其僅能把個人創造力機會給予一部分人而非全體。
馬薩里克與Charlotte Garrigue於1878年結婚。他們相識於德國萊比錫，於1877年訂婚。

## 紀念
- 被捷克及斯洛伐克人民視為民主的代表
- 位於捷克布爾諾的馬薩里克大學即以之命名
- 2005年6月捷克票選「最偉大的捷克人」（Největší Čech）中，他排名第二。